# Casa Nyeu
Casa Nyeu és una casa de Salardú al municipi de Naut Aran (Vall d'Aran) inclosa en l'Inventari del Patrimoni Arquitectònic de Catalunya.

## Descripció
Es tracta d'un casal de res plantes amb suports de fusta, i teulada de doble vessant i teulada de llicorella que presenta en el frontis un xamfrà. La porta adovellada de mig punt se situa entre dues obertures, la de la dreta és de fàbrica i duu gravada la data 1633. En el primer pis sengles obertures amb batents de fusta. Semblantment en el segon, més petites i de fàbrica, però, sense cap motiu en especial llavat que l'espai intermedi possiblement contenia una pintura avui perduda (això no obstant en algunes fotografies antigues no s'observa que existís). Una petita cort resta adossada al casal per la banda de migdia amb estructures de fusta. Vora la porta compareix un bloc de pedra encastat que conté l'escut de la vila de Salardú, cinc pals o barres i un clau en vertical, bé que sembla disposat de cap avall. L'interior conserva estris i atuells, així com un "comada".